# 알제 노면전차

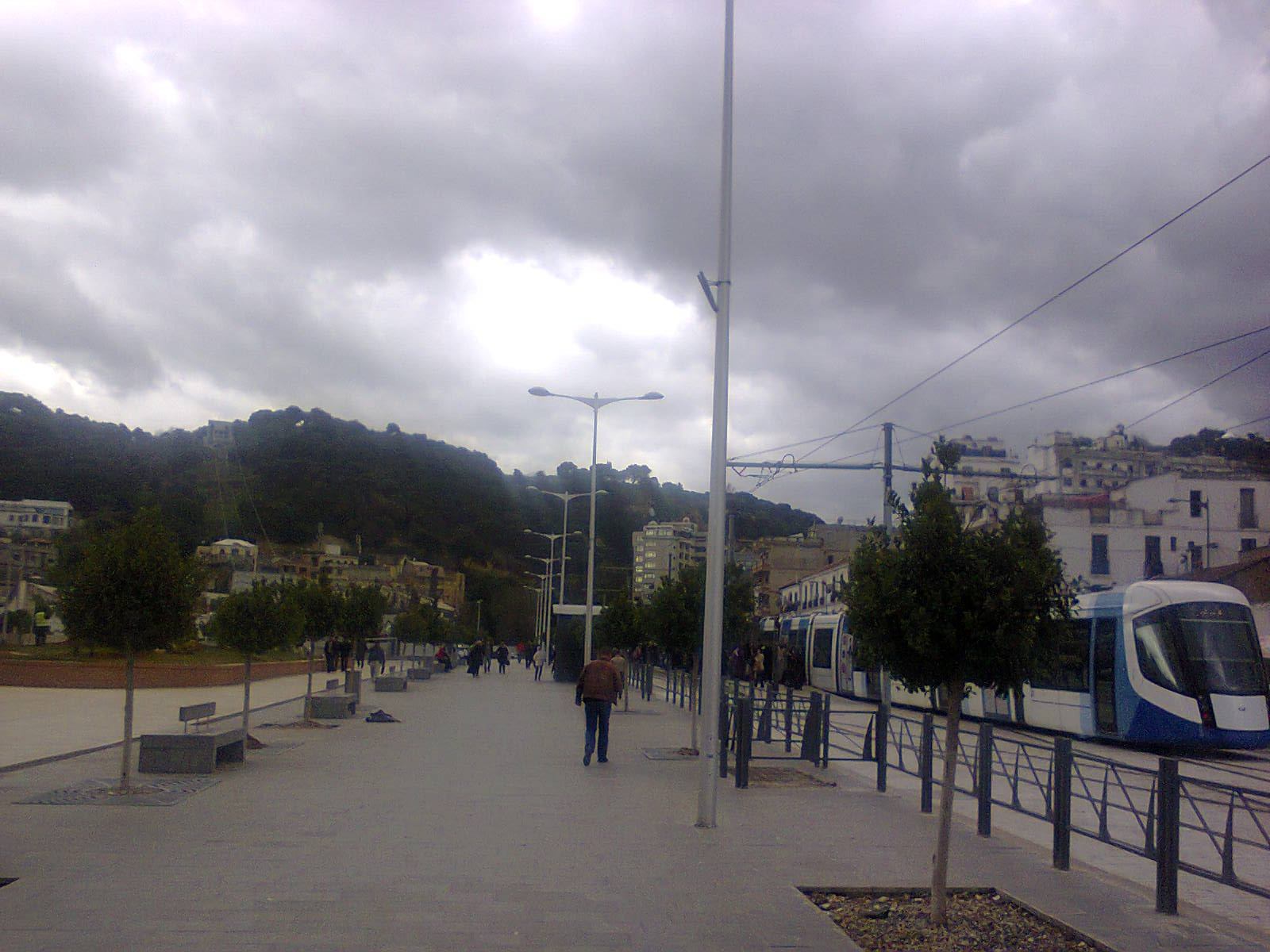
알제 노면전차

알제 노면전차(아랍어: ترامواي الجزائر العاصمة)는 알제리 알제에서 운영되는 노면전차 시스템이다. 2011년 5월 8일 개통했다.